# Vainglory
Vainglory est un jeu vidéo de type MOBA créé par Super Evil Megacorp (SEMC) pour iOS , Android, Windows et Mac.

## Généralité
Vainglory est un MOBA similaire aux autres jeux de ce style (League of Legends, Dota 2...) mais adapté au format mobile. Le joueur contrôle un personnage appelé un « champion » et devra détruire le vain cristal situé dans la base ennemi.
Les champions possèdent tous une attaque automatique, de 3 pouvoirs (appelés A, B et ultime) ainsi que d’une compétence passive. Les pouvoirs sont variés, certains peuvent redonner de la vie, d’autre augmenter temporairement la défense d’un allié…
Le joueur a aussi la possibilité d’améliorer son champion grâce aux différents objets achetables en échange d’or, en pleine partie. Cela peut lui augmenter ses différentes statistiques (attaque, vitesse d’attaque…) mais aussi rajouter des effets.
Au 23 décembre 2018, il a actuellement 46 champions sont jouables dans le jeu. Les développeurs du jeu ajoutent continuellement de nouveaux héros, chacun avec des compétences différentes mais équilibré pour le fair-play. Par exemple, un héros peut avoir des dégâts élevés mais une faible mobilité, ou de fortes capacités de combat, mais aucune option à distance.
Comme les autres jeux du style, Vainglory possède une rotation d’héros gratuits changeant chaque semaine.
Le jeu utilise trois monnaies principales en jeu pour les achats via l’application : une qui peut être gagnée par le jeu normalament et l'accomplissement des missions, connu sous le nom de Gloire, une qui peut être acheté avec de l'argent, appelé « Immensely Concentrated Evil » (ICE), et la dernière qui s’obtient en montant son niveau saisonnier, les opales. De l’ICE peut également être gagné dans le jeu, mais il est moins commun d’en obtenir que de la Gloire.
Les joueurs peuvent débloquer des héros supplémentaires pour une certaine quantité de gloire ou d’ICE.
Les skins, qui modifient l'apparence des héros, peuvent être débloquées avec ICE ou en collectant des "diagrammes"  via les quêtes disponibles en jeu. Certains skins (les skins "éditions spéciales") sont uniquement accessibles à partir d’une certaine quantité "d'opales"
. Fabriquer un skin via un "diagrammes"  exige également de "l’Essence", qui peut être obtenu grâce à des coffres de récompenses ou si le joueur obtient un "diagrammes" d’un skin qu’il possède déjà.

### La Carte
En 5vs5 joueurs, la carte possède trois couloirs appelé « lane » possédant 4 tourelles. Les joueurs ont pour but de protéger ces tourelles afin d’empêcher la destruction de leur Vain cristal. Des monstres alliés et ennemis (les minions)  apparaissent régulièrement sur ces trois couloirs dans l’unique but de protéger / attaquer les tourelles.
Les trois couloirs sont délimités par la jungle, un endroit où se trouve divers types de monstres. Certains peuvent redonner de la vie et des points magiques (mana), d’autres peuvent temporairement augmenter les dégâts d’un champion ou donner de l'or.
En 3vs3 joueurs, la carte est différente. Au lieu de posséder trois couloirs, il n’y en a qu’un. La jungle se situe au sud de la carte, possédant des objectifs assez différents du mode 5vs5.

#### Modes de jeu
En plus du mode 5vs5 et 3vs3 classiques, le jeu possède plusieurs modes de jeu :

##### Partie classée 5vs5 et 3vs3 joueurs
Dans ce mode, les joueurs possèdent un rang qui va déterminer leur niveau de jeu. Le but étant de le faire monter le plus haut possible.
Le système de rang sur Vainglory fonctionne par paliers. Le joueur commencera tier 1 bronze, puis s’il gagne suffisamment de parties, il montera argent puis or. Une fois passé le palier tier 1 or, le joueur montera tier 2 bronze. Le rang le plus haut du jeu est le tier 10 or (ou Vainglorious Gold)
Les saisons dans Vainglory se terminent à chaque fin de « saison naturelle » (été, automne, hiver, printemps). Les joueurs obtiennent des récompenses selon leur niveau atteint, et la carte en 3vs3 change d’apparence (neige en hiver…)
Les rangs ne sont pas remis à zéro en fin de saison, bien que Super Evil Mega Corp a mis en place un système faisant perdre un certain nombre de paliers à tous les joueurs en début de nouvelle saison.
Dans ce mode de jeu, les joueurs participent à un « draft », ou les joueurs vont choisir à tour de rôle leurs champions. De plus, chaque équipe à la possibilité de bannir deux champions (seulement à partir du rang 7 bronze en 3vs3)

##### Battle royale
Il s’agit d’un mode de jeu jouable en 3 vs 3 joueurs, les joueurs obtiennent un champion aléatoirement.
Durant ce mode, la jungle est impossible d’accès, ce qui oblige les joueurs à s’affronter constamment dans le couloir.
Les joueurs commencent au niveau 4 avec une somme de gold plutôt grande. Les talents sont également jouables dans ce mode

##### Blitz
Le mode Blitz est un mode de jeu rapide, en effet, les parties en Blitz durent environ 5 minutes.
Les joueurs commencent la partie avec un somme d'or démentielle.
Le but du jeu est de rapporter 15 points à son équipe. Les points s’obtiennent en effectuant certaines actions :
- Tuer un autre joueur vaut 1 point
- Détruire une tourelle vaut 3 points
- Tuer le mineur de cristal vaut 3 points
- Tuer le mineur d’or vaut 3 points

Le joueur a la possibilité d’utiliser ses talents dans ce mode de jeu.

##### Assaut (plus disponible)
Il s’agissait d’un mode temporaire jouable durant la saison hivernale 2017-2018
Le jeu se jouait sous forme de round, à chaque round le joueur pouvait choisir le talent de son choix ainsi que des différents objets.
Une fois le temps de préparation écoulé, les deux équipes se retrouvaient dans la jungle dans une zone devenant de plus en plus petite afin de forcer les combats.
Le dernier joueur en vie rapportait un point pour son équipe.

##### Mode Entraînement
Disponible en mode 3vs3 ou 5vs5, il vous permet de vous entraîner avec n'importe quel champion (et tous les skins).
Vous vous retrouverez tous seuls sur la map (du 3vs3 si vous avez choisi le mode 3vs3 et sur la map du 5vs5 si vous avez choisi le 5vs5)
avec une très très très grande quantité d'or pour tester n'importe quel objet sur votre champion.

## Développement
Le développement du jeu a commencé en 2012 quand
SuperEvilMegacorp a été formé par une équipe de vétérans de développement de jeux pour concevoir et construire un MOBA pour les tablettes. Le jeu a été dévoilé lors de la keynote d'Apple de septembre 2014 pour montrer la puissance de l'iPhone 6 et de son nouvel API Metal.[réf. nécessaire]
Kristian Segerstrale, fondateur de Playfish et ancien dirigeant d'EA Digital, a rejoint Super Evil Megacorp en tant que COO. Segerstrale s'attendait à ce que Vainglory popularise le genre MOBA comme "Halo l'a fait pour les tireurs à la première personne". Segerstrale a déclaré qu'il espérait que Vainglory deviendrait quelque chose pour que les joueurs "organiseraient leur vie" plutôt que quelque chose pour passer le temps libre. Le jeu est conçu pour les tablettes, que la compagnie considérait comme la plateforme la plus appropriée malgré son manque de «jeux de base» (jeux qui récompensaient «le travail d'équipe et la stratégie» pendant des milliers d'heures de jeu). Ils ont dit à Polygon que les tablettes étaient « intrinsèquement sociales », «moins aliénantes pour les nouveaux joueurs» et «probablement le meilleur espace pour jouer en multijoueur».
Le PDG de Super Evil Megacorp, Bo Daly, a déclaré qu'il considérait les jeux PC MOBA comme des expériences solitaires et que les tablettes de pensée pourraient améliorer l'expérience des groupes en réinventant le système de LAN, où les joueurs partagent une expérience de jeu commune sur un même espace physique. La société a également prévu que le jeu s’intéresse au sport électronique. Electronic Sports League, organisateur de tournoi eSports, a annoncé que la Vainglory Cup, une série de compétitions Vainglory, se déroulera en juin 2015 et a renforcé son partenariat avec ESL à l'été 2017 pour l'organisation du Vainglory 8 NA et de l'UE.
Le 5 mars 2015 lors de la Game Developers Conference 2015, Super Evil Megacorp a annoncé que Vainglory obtiendrait un port Android. Après avoir subi une bêta fermée, le jeu a été entièrement publié le 2 juillet 2015 sur le Google Play Store.
L'une des caractéristiques les plus impressionnantes de Vainglory est son œuvre, qui est produite par une équipe dirigée par Carlo "Chainsaw" Arellano. Les joueurs sont également invités à guider le développement de Vainglory en interagissant avec les développeurs via Livestreams sur Twitch.
La mise à jour 2.8 (septembre 2017) ajoute le support clavier et souris en plus du partenariat de Samsung avec SEMC pour Samsung DeX, une station d'accueil pour Samsung S8 / S8 + / Note 8 pour connecter l'appareil listé à un PC. [11]
SEMC a annoncé début 2017 qu'un mode 5v5 était en cours de développement. Le mode a été publié le 13 février 2018.
Depuis de sa version 3.3, Vainglory laisse la possibilité aux joueurs de jouer avec les contrôles d’un joystick.
Depuis de sa version 3.6, Vainglory laisse la possibilité aux joueurs en groupe d'utiliser un chat vocal pour interagir ensemble.
Le 30 mai 2017 lors de sa version 2.5, Vainglory possèdera un nouveau système de jeu appelé les talents. Ces talents permettent de changer la façon de jouer un personnage en modifiant ses 3 pouvoirs ou sa compétence passive. Ils sont uniquement jouables dans les modes de jeu « Baston »

## Critiques
Le jeu a reçu des avis "généralement favorables", selon Metacritic, un agrégateur de scores de critiques de jeux vidéo. Les critiques ont loué les graphismes, les personnages et la conception des niveaux du jeu, mais ont critiqué son manque de fonctionnalités de communication d'équipe ainsi que son absence d’historique consultable depuis le jeu. Alors que Mitch Dyer d' IGN écrivait que le jeu était accessible aux nouveaux arrivants, Matt Thrower de Pocket Gamer pensait le contraire. The Guardian a nommé Vainglory le «meilleur» jeu iOS de 2014. Le jeu a été l'un des dix lauréats du prix Apple Design Award en 2015.
Matt Thrower de Pocket Gamer a noté que le genre MOBA sur PC a eu des problèmes d'adaptation de ses contrôles précis à la plate-forme mobile, mais que Vainglory a ajusté les fonctionnalités dans les bonnes zones. Mitch Dyer d'IGN a écrit que le jeu était sa propre version "réduite, plutôt que réduite" du genre MOBA, et non une tentative d '"approximation" des expériences League of Legends et Dota 2 pour les appareils mobiles. Dyer a fait l'éloge des personnages et des détails de la carte, et a écrit que les héros avaient des designs "amusants" et étaient agréables à jouer. Thrower a ressenti pareillement ses graphiques comme la plupart des critiques l'ont fait. Dyer a loué les commandes de l'iPad, mais se sentait "à l'étroit" sur l'iPhone 6 Plus. Le Ford de TouchArcade a décrit les contrôles comme "impeccables" et a estimé que le tutoriel du jeu était parmi le meilleur qu'il avait vu dans les jeux MOBA sur IOS. Il a ajouté qu'il considérait les achats depuis le jeu "très justes" et non "pay-to-win". 
Dyer d' IGN a rapporté que ses parties duraient environ 21 minutes et a remarqué que la partie commencer a ce déséquilibré au moment où le Kraken apparaît à partir de 15 minutes de partie. Il a aussi ajouté que les avantages de la communication d'équipe selon les personnes, font que les parties sont "déséquilibrés". Pocket Thriller Gamer a écrit que la «profondeur» du jeu était d'apprendre à utiliser des techniques individuels, et que les débutants ont été soumis à une «courbe d'apprentissage», en particulier sans équipes organisées. Ford de TouchArcade a déclaré que son seul problème était avec les joueurs quittant leur session de jeu alors que la partie était encore en action, mais a estimé que cela a été atténué par le système de matchmaking "Karma" du jeu. Ford a également rapporté que Vainglory a bien marché dans son ensemble comme "probablement le meilleur MOBA sur iOS".

## Accueil
- Gamezebo : 4/5[1]
- IGN : 8/10[2]
- Pocket Gamer : 7/10[3]
- TouchArcade : 5/5[4]